# Emilio Serrano Jiménez
Emilio Serrano Jiménez (México, D.F., 21 de mayo de 1950) es un político mexicano, ha sido en dos ocasiones diputado federal.
Emilio Serrano Jiménez tiene estudios truncos de educación física, inició su carrera política en organizaciones vecinales en la delegación Iztacalco donde reside, ocupando los cargos de presidente de la Consejo de Integración Vecinal de Iztacalco, A.C., consejero ciudadano y presidente de la colonia Agrícola Oriental. En el PRD fue Presidente de comité de base, secretario de organización del comité delegacional de Iztacalco, consejero estatal y en dos ocasiones delegado a congresos nacionales; en 1979 fue elegido diputado federal suplente por el PRI, el resto de sus puestos de elección los obtuvo como candidato del PRD, en 2000 fue elegido diputado a la Asamblea Legislativa del Distrito Federal, y en 2003 y en 2009 diputado federal por el XIII Distrito Electoral Federal del Distrito Federal a la LIX Legislatura de 2003 a 2006 y a la LXI Legislatura de 2009 a 2012.
El 15 de noviembre de 2009 sufrió un infarto en el curso de la espera de las negociaciones presupuestales en el Palacio Legislativo de San Lázaro.
En junio del año 2012, es candidato por el PRI, Partido Revolucionario Institucional.
Fue candidato a diputado federal por el Distrito 13 de la Ciudad de México por el partido Fuerza por México.